# DressingのNice Fantasy!!
『DressingのNice Fantasy!!』（ドレッシングのナイス・ファンタジー）は、2017年 4月 3日から 2023年 9月 28日まで放送されていた RCCラジオ（中国放送） 制作の音楽番組・トーク番組。ファンタジー系シンガーソングライターのDressingにとって初めての冠番組であり、「聴けばポジティブの魔法がかかる」番組をコンセプトとしていた。

## コーナー紹介

### オープニング
「みなさ〜ん、先週ぶり〜。週に一度のアトラクション、DressingのNICE FANTASY へようこそ！ 案内人の Dress（ドレス）と Sing（シング）でDressingです。ありがとう♥ありがとう！」という第一声とともに、Dressingが自らの近況を紹介する。

### エレクトリカルメール
次のテーマでリスナーからのメール（「エレクトリカルメール」）を募集し、紹介するコーナー。フリーなメールやテーマメールを番組の前半で紹介し、その他のメールは「Be Positive」のあとで紹介することが多い。また、フリーなメールの紹介後、メール募集と感想などをTwitter にハッシュタグ「#ラジオDNF」を追加してツイートするよう呼びかけ、「ほめられると伸びるタイプなの！」と言って次のコーナーに進むのがお約束である。

#### フリーなメール
普通のお便り（いわゆる「ふつおた」）を紹介するコーナー。

#### テーマメール
2017年 4月 から2020年3月までは、下表のように月替わりのテーマを設定していた。
| 年月       | テーマ                                         |
| ---------- | ---------------------------------------------- |
| 2017年4月  | ポジティブファンタジーになる魔法               |
| 2017年5月  | なし                                           |
| 2017年6月  | 人生を変えた出会い                             |
| 2017年7月  | あなたがどうしても会いたい人                   |
| 2017年8月  | MYファンタジー用語                             |
| 2017年9月  | MYファンタジー用語                             |
| 2017年10月 | あなたの心を動かした名言                       |
| 2017年11月 | 嬉ッシングなプレゼント                         |
| 2017年12月 | 2017年のこと                                   |
| 2018年1月  | 2018年 いちばんがんばりたいこと〜ナンバーワン  |
| 2018年2月  | きゅんきゅんワールド                           |
| 2018年3月  | あなたのパワーグッズ                           |
| 2018年4月  | 緊張のほぐし方〜リラクストーリー               |
| 2018年5月  | 夢のような時間〜本当にナイスファンタジー       |
| 2018年6月  | ワン・スプーン・ハッピー                       |
| 2018年7月  | トラベルトリップ ありがとう♥ありがとう         |
| 2018年8月  | なし                                           |
| 2018年9月  | なし                                           |
| 2018年10月 | Dressingのポジティブ相談室                     |
| 2018年11月 | ナイトファンタジー                             |
| 2018年12月 | 今年の忘れ物〜バックトゥーザファンタジー       |
| 2019年1月  | 最近買ったもの〜ファーストファンタジー         |
| 2019年2月  | 魔法にかけられて〜ハッピーマジック             |
| 2019年3月  | なし                                           |
| 2019年4月  | なし                                           |
| 2019年5月  | 木になる口癖                                   |
| 2019年6月  | お願いジーニー〜叶えてほしい3つの願い          |
| 2019年7月  | 何ストーリー？                                 |
| 2019年8月  | なし                                           |
| 2019年9月  | 気分が上がる持ち物、、、エナジーファンタジー   |
| 2019年10月 | ハッピープレイス                               |
| 2019年11月 | 心がポカポカする思い出〜ポカホンタスメモリーズ |
| 2019年12月 | 兄弟、姉妹のお話〜フローズンファンタジー       |
| 2020年1月  | なし                                           |
| 2020年2月  | なし                                           |
| 2020年3月  | 今だから言いたい ありがとう♥ありがとう         |

2020年 4月に 30分番組に移行した後は 2022年 12月末までテーマが設定されていなかったが、2023年 1月からは次のようなテーマが設定されている。
| 年月      | テーマ                                  |
| --------- | --------------------------------------- |
| 2023年1月 | 今年がんばりたいこと！                  |
| 2023年2月 | もしも魔法がつかえたら？                |
| 2023年3月 | 最近、はじめて経験したこと              |
| 2023年4月 | 最近、笑顔になったこと                  |
| 2023年5月 | 大好きな音                              |
| 2023年6月 | この夏やりたいこと                      |
| 2023年7月 | - プレゼントの話 - 最近、がんばったこと |
| 2023年8月 | - 私の癒し - 私のうっかり失敗談         |
| 2023年9月 | ずーっと大切にしているもの              |

#### 今週のFANTASY!!
リスナーの周りにあった「ファンタジー」な出来事を紹介するコーナー。

#### みんなのドリーミング・アップ
リスナーの夢を紹介するコーナー。

#### ありがとう❤ありがとうLetter
日頃なかなか感謝の言葉を伝えられない人やものに対し、リスナーからの「ありがとう」の気持ちを代読するコーナー。

### Be Positive
著名人の前向きになれる言葉を Dressing が紹介するコーナー。

### 木曜ファンタジー劇場（旧『日曜ファンタジー劇場』）
Dressing がおすすめの映画を紹介するコーナー。ディズニー映画が多い。

### ほっかほっか STORY ストーリー
DressingがPRプリンセス（宣伝キャラクター）を務めるほっかほっか亭との地域限定キャンペーンを告知するコーナー。このコーナーのみほっかほっか亭が協賛している。

### Dressingのファンタジー占い
2020年 4月から 2021年 3月まではいわゆる星座占い、2021年 4月からはみくじ棒やサイコロ、あみだくじなどを使って占いを行っている。結果が「1位」と「その他」しかないのが特徴。

### 生歌／カバーソング
Dressingが他のアーティストの楽曲をカラオケに乗せて歌うコーナー。2021年4月8日放送分からはそれまでの「生歌」に代わり「カバーソング」と呼ばれるようになった。「ほっかほっか STORY ストーリー」が放送される場合や、他のコーナーが長くなった場合はコーナーそのものがなくなることがある。
これまでに歌った曲は下表のとおり。Dressing（Gressing を含む）のシングルやアルバムのリリースが近い場合、また、直近に舞踏会（ライブ）が開催された場合はその音源を流すことがある。
以下にこれまでに放送された楽曲を示す。Dressingが歌った楽曲の動画がYouTubeにアップロードされている場合は「曲名」欄にリンクを張っている（同じ曲を複数回取り上げている場合は、動画の直近の公開日にのみリンクを張った）。なお、先述の理由によりコーナーそのものがなかった場合は「なし」と記載している。
| 放送回 | 曲名                               | オリジナルアーティスト                              |
| ------ | ---------------------------------- | --------------------------------------------------- |
| 第1回  | どこまでも 〜How Far I'll Go〜     | ディズニー映画『モアナと伝説の海』より              |
| 第2回  | 夢をかなえてドラえもん             | mao                                                 |
| 第3回  | 生まれてはじめて                   | ディズニー映画『アナと雪の女王』より                |
| 第4回  | First Love                         | 宇多田ヒカル                                        |
| 第5回  | ちいさなプリンセス ソフィア        | ディズニーアニメ『ちいさなプリンセス ソフィア』より |
| 第6回  | 君って                             | 西野カナ                                            |
| 第7回  | 青い珊瑚礁                         | 松田聖子                                            |
| 第8回  | 自由への扉                         | ディズニー映画『塔の上のラプンツェル』より          |
| 第9回  | 最愛                               | KOH+                                                |
| 第10回 | 愛のうた                           | 倖田來未                                            |
| 第11回 | 乙女のポリシー                     | 石田よう子                                          |
| 第12回 | Welcome to the つばめ world        | Dressing                                            |
| 第13回 | Darling                            | 西野カナ                                            |
| 第14回 | 笑顔に会いたい                     | 濱田理恵                                            |
| 第15回 | パート・オブ・ユア・ワールド       | ディズニー映画『リトル・マーメイド』より            |
| 第16回 | 気がつけば あなた                  | 松浦亜弥                                            |
| 第17回 | 花火                               | aiko                                                |
| 第18回 | 出逢った頃のように                 | Every Little Thing                                  |
| 第19回 | プラネタリウム                     | 大塚愛                                              |
| 第20回 | キラキラ                           | aiko                                                |
| 第21回 | ひまわりの約束                     | 秦基博                                              |
| 第22回 | secret base 〜君がくれたもの〜     | zone                                                |
| 第23回 | リフレクション                     | ディズニー映画『ムーラン』より                      |
| 第24回 | WIND                               | 倖田來未                                            |
| 第25回 | プリキュア5、スマイル go go!       | 工藤真由                                            |
| 第26回 | don't cry anymore                  | miwa                                                |
| 第27回 | 明日への扉                         | I WiSH                                              |
| 第28回 | LOVE STORY                         | 安室奈美恵                                          |
| 第29回 | God knows…                         | 平野綾                                              |
| 第30回 | ティアラジック・ア・ドレファミニー | Dressing                                            |
| 第31回 | もしも運命の人がいるのなら         | 西野カナ                                            |
| 第32回 | ロマンスの神様                     | 広瀬香美                                            |
| 第33回 | 雪の華                             | 中島美嘉                                            |
| 第34回 | White Love                         | SPEED                                               |
| 第35回 | Days                               | 浜崎あゆみ                                          |
| 第36回 | Wherever you are                   | ONE OK ROCK                                         |
| 第37回 | メリクリ                           | BoA                                                 |
| 第38回 | きまぐれロマンティック             | いきものがかり                                      |
| 第39回 | ダンシング・ヒーロー               | 荻野目洋子                                          |
| 第40回 | 365日の紙飛行機                    | AKB48                                               |
| 第41回 | WINDING ROAD                       | コブクロ＆絢香                                      |
| 第42回 | プラチナ                           | 坂本真綾                                            |
| 第43回 | My Love                            | 川嶋あい                                            |
| 第44回 | あなたに恋をしてみました           | chay                                                |
| 第45回 | 好きな人がいること                 | JY                                                  |
| 第46回 | SWEET MEMORIES                     | 松田聖子                                            |
| 第47回 | Best Friends                       | Kiroro                                              |
| 第48回 | sad to say                         | JASMINE                                             |
| 第49回 | リメンバー・ミー                   | ディズニー映画『リメンバー・ミー』より              |
| 第50回 | さくらんぼ                         | 大塚愛                                              |

| 放送回  | 曲名                                                  | オリジナルアーティスト                 |
| ------- | ----------------------------------------------------- | -------------------------------------- |
| 第51回  | CLEAR                                                 | 坂本真綾                               |
| 第52回  | みんな空の下                                          | 絢香                                   |
| 第53回  | NEVER LAND                                            | Dressing                               |
| 第54回  | 新しい世界へ                                          | Dressing                               |
| 第55回  | ほめると伸びるタイプ                                  | Dressing                               |
| 第56回  | ティアラジック・ア・ドレファミニー                    | Dressing                               |
| 第57回  | プレイバックPart2                                     | 山口百恵                               |
| 第58回  | めざせポケモンマスター                                | 松本梨香                               |
| 第59回  | カラー・オブ・ザ・ウィンド                            | ディズニー映画『ポカホンタス』より     |
| 第60回  | スターラブレイション                                  | ケラケラ                               |
| 第61回  | シンデレラガール                                      | King & Prince                          |
| 第62回  | Song for...                                           | HY                                     |
| 第63回  | スーパーカリフラジリスティックエクスピアリドーシャス  | ディズニー映画『メリー・ポピンズ』より |
| 第64回  | 未来Note.                                             | Ah Need Corny                          |
| 第65回  | 部屋とYシャツと私                                     | 平松愛理                               |
| 第66回  | 何度でも...                                           | DREAMS COME TRUE                       |
| 第67回  | タイヨウのうた                                        | Kaoru Amane                            |
| 第68回  | 未来Note.                                             | Ah Need Corny                          |
| 第69回  | 世界中の誰よりきっと                                  | 中山美穂 with WANDS                    |
| 第70回  | Anytime                                               | 倖田來未                               |
| 第71回  | マジックナンバー                                      | 坂本真綾                               |
| 第72回  | Try Everything                                        | ディズニー映画『ズートピア』より       |
| 第73回  | それ行けカープ                                        | 南一誠／塩見大治郞                     |
| 第74回  | CAN YOU CEREBRATE？                                   | 安室奈美恵                             |
| 第75回  | I LOVE YOU                                            | 尾崎豊                                 |
| 第76回  | Be My Love                                            | SPEED                                  |
| 第77回  | 恋するフォーチュンクッキー                            | AKB48                                  |
| 第78回  | 頑張ったっていいんじゃない                            | 大原櫻子 (from MUSH&Co.)               |
| 第79回  | タッチ                                                | 岩崎良美                               |
| 第80回  | I'm a believer                                        | SPYAIR                                 |
| 第81回  | Protostar                                             | Dressing                               |
| 第82回  | Perfect Days〜いつだって今が最高!!〜                  | Dressing                               |
| 第83回  | Fly                                                   | Dressing                               |
| 第84回  | サンキュー                                            | 大原櫻子                               |
| 第85回  | 絆ノウタ                                              | GiFT                                   |
| 第86回  | 今夜このまま                                          | あいみょん                             |
| 第87回  | クリスマスソング                                      | back number                            |
| 第88回  | Wonderland                                            | Dream Ami                              |
| 第89回  | レット・イット・ゴー (デミ・ロヴァート・ヴァージョン) | ディズニー映画『アナと雪の女王』より   |
| 第90回  | Winter Love                                           | BoA                                    |
| 第91回  | ユメクイ                                              | 大塚愛                                 |
| 第92回  | LA.LA.LA.LOVE SONG                                    | 久保田利伸 with ナオミ・キャンベル     |
| 第93回  | Bedtime Story                                         | 西野カナ                               |
| 第94回  | 冬のうた                                              | kiroro                                 |
| 第95回  | キッス〜帰り道のラブソング〜                          | テゴマス                               |
| 第96回  | 君の好きなとこ                                        | 平井堅                                 |
| 第97回  | ア・イ・シ・テ・ルのサイン 〜わたしたちの未来予想図〜 | DREAMS COME TRUE                       |
| 第98回  | 奏                                                    | スキマスイッチ                         |
| 第99回  | 手紙 〜拝啓、十五の君へ〜                             | アンジェラ・アキ                       |
| 第100回 | 桜                                                    | コブクロ                               |

| 放送回  | 曲名                                         | オリジナルアーティスト                           |
| ------- | -------------------------------------------- | ------------------------------------------------ |
| 第101回 | かけがえのない歌                             | mihimaru GT                                      |
| 第102回 | We are the princess                          | Dressing                                         |
| 第103回 | 明日も                                       | SHISHAMO                                         |
| 第104回 | なんだかんだすきなんだ                       | Dressing                                         |
| 第105回 | 栄光の架橋                                   | ゆず                                             |
| 第106回 | 世界に一つだけの花                           | SMAP                                             |
| 第107回 | 未来へ                                       | kiroro                                           |
| 第108回 | パート・オブ・ユア・ワールド                 | ディズニー映画『リトル・マーメイド』より         |
| 第109回 | セロリ                                       | SMAP / 山崎まさよし                              |
| 第110回 | 指輪                                         | Ivory                                            |
| 第111回 | ホール・ニュー・ワールド（feat.柏野昌俊）    | ディズニー映画『アラジン』より                   |
| 第112回 | マリーゴールド                               | あいみょん                                       |
| 第113回 | One Love                                     | 嵐                                               |
| 第114回 | にじいろ                                     | 絢香                                             |
| 第115回 | 君はともだち                                 | ディズニー・ピクサー映画『トイ・ストーリー』より |
| 第116回 | LOVE AND JOY                                 | 西野カナ                                         |
| 第117回 | YEAH! めっちゃホリデイ                       | 松浦亜弥                                         |
| 第118回 | PEACH                                        | 大塚 愛                                          |
| 第119回 | Believe                                      | 西野カナ                                         |
| 第120回 | Dreamland                                    | BENNIE K                                         |
| 第121回 | BAD LAND                                     | Gressing                                         |
| 第122回 | THINK FOR YOURSELF feat. CHILLCAT THE BASTET | Gressing                                         |
| 第123回 | LIARMAN                                      | Gressing                                         |
| 第124回 | ENERGY VAMPIRE（DARK EDIT)                   | Gressing                                         |
| 第125回 | スピーチレス〜心の声                         | ディズニー映画『アラジン』より                   |
| 第126回 | LIARMAN                                      | Gressing                                         |
| 第127回 | ANNIVERSARY feat. Dressing                   | 佐々木リョウ                                     |
| 第128回 | 輝く未来                                     | ディズニー映画『塔の上のラプンツェル』より       |
| 第129回 | 糸                                           | 中島みゆき                                       |
| 第130回 | I Wanna Be...                                | SPYAIR                                           |
| 第131回 | とびら開けて（feat. ひらお町民サム）         | ディズニー映画『アナと雪の女王』より             |
| 第132回 | 生まれてはじめて                             | ディズニー映画『アナと雪の女王』より             |
| 第133回 | Time goes by                                 | Every Little Thing                               |
| 第134回 | Birthday Song                                | AAA                                              |
| 第135回 | 未来Note.                                    | Ah Need Corny                                    |
| 第136回 | ティアラジック・ア・ドレファミニー           | 渕上里奈 with Dressing                           |
| 第137回 | 瑠璃色の地球                                 | 松田聖子                                         |
| 第138回 | 帰りの道                                     | Dressing with 渕上里奈                           |
| 第139回 | いつかのメリークリスマス                     | B'z                                              |
| 第140回 | やさしさで溢れるように                       | JUJU / Flower                                    |
| 第141回 | Rouge                                        | Hánna                                            |
| 第142回 | ア・ホール・ニュー・ワールド                 | ディズニー映画『アラジン』より                   |
| 第143回 | パート・オブ・ユア・ワールド                 | ディズニー映画『リトル・マーメイド』より         |
| 第144回 | 星に願いを                                   | Dressing/Hánna                                   |
| 第145回 | Pretender                                    | Official髭男dism                                 |
| 第146回 | ハートのイヤリング                           | 松田聖子                                         |
| 第147回 | スピーチレス〜心の声                         | ディズニー映画『アラジン』より                   |
| 第147回 | Revival Love                                 | 超特急                                           |
| 第148回 | さよならの前に                               | AAA                                              |
| 第149回 | Naked                                        | SPYAIR                                           |
| 第150回 | 3月9日                                       | レミオロメン                                     |

| 放送回  | 曲名                               | オリジナルアーティスト                           |
| ------- | ---------------------------------- | ------------------------------------------------ |
| 第151回 | WINDING ROAD                       | コブクロ＆絢香                                   |
| 第152回 | NEVER LAND                         | Dressing                                         |
| 第153回 | ENDLESS STORY                      | REIRA starring YUNA ITO                          |
| 第154回 | Try Everything                     | ディズニー映画『ズートピア』より                 |
| 第155回 | 乙女のポリシー                     | 石田よう子                                       |
| 第156回 | 頑張ったっていいんじゃない         | 大原櫻子 (from MUSH&Co.)                         |
| 第157回 | キラキラ                           | aiko                                             |
| 第158回 | 365日の紙飛行機                    | AKB48                                            |
| 第159回 | Darling                            | 西野カナ                                         |
| 第160回 | Song for...                        | HY                                               |
| 第161回 | 輝く未来                           | ディズニー映画『塔の上のラプンツェル』より       |
| 第162回 | 気がつけば あなた                  | 松浦亜弥                                         |
| 第163回 | 最愛                               | KOH+                                             |
| 第164回 | 今夜このまま                       | あいみょん                                       |
| 第165回 | なし（スタジオライブのため）       | なし（スタジオライブのため）                     |
| 第166回 | Bedtime Story                      | 西野カナ                                         |
| 第167回 | プラネタリウム                     | 大塚愛                                           |
| 第168回 | 出会った頃のように                 | Every little thing                               |
| 第169回 | （なし）                           | （なし）                                         |
| 第170回 | 裸の心                             | あいみょん                                       |
| 第171回 | Make You Happy                     | NiziU                                            |
| 第172回 | ビューティー・アンド・ザ・ビースト | ディズニー映画『美女と野獣』より                 |
| 第173回 | 香水                               | 瑛人                                             |
| 第174回 | Be                                 | Ms.OOJA                                          |
| 第175回 | （なし）                           | （なし）                                         |
| 第176回 | 奏                                 | スキマスイッチ                                   |
| 第177回 | 紅蓮華                             | LiSA                                             |
| 第178回 | タキシード・ミラージュ             | 三石琴乃・富沢美智恵・久川綾・篠原恵美・深見梨加 |
| 第179回 | 瞳はダイアモンド                   | 松田聖子                                         |
| 第180回 | OUR LOVE ~to my parents~           | BoA                                              |
| 第181回 | 炎                                 | LiSA                                             |
| 第182回 | 輝く未来                           | ディズニー映画『塔の上のラプンツェル』より       |
| 第183回 | 乙女のポリシー                     | 石田よう子                                       |
| 第184回 | ”らしく”いきましょ                 | Meu                                              |
| 第185回 | 木綿のハンカチーフ                 | 太田裕美                                         |
| 第186回 | ムーンライト伝説                   | DALI                                             |
| 第187回 | 猫                                 | DISH//                                           |
| 第188回 | ピーターパン                       | 優里                                             |
| 第189回 | セーラースターソング               | 花沢加絵                                         |
| 第190回 | さよなら I love you...             | Dressing                                         |
| 第191回 | 夜空ノムコウ                       | SMAP                                             |
| 第192回 | LIFE                               | AAA                                              |
| 第193回 | Delicious                          | hiro                                             |
| 第194回 | Shapes of Love                     | Every Little Thing                               |
| 第195回 | きみはともだち                     | ディズニー映画『トイ・ストーリー』より           |
| 第196回 | 木綿のハンカチーフ                 | 太田裕美                                         |
| 第197回 | 桜                                 | コブクロ                                         |
| 第198回 | さくらんぼ                         | 大塚愛                                           |
| 第199回 | LOVE & JOY                         | 西野カナ                                         |
| 第200回 | さよなら I love you...             | Dressing                                         |

| 放送回  | 曲名                                                       | オリジナルアーティスト                                     |
| ------- | ---------------------------------------------------------- | ---------------------------------------------------------- |
| 第201回 | 残酷な天使のテーゼ                                         | 高橋洋子                                                   |
| 第202回 | 自由への扉                                                 | ディズニー映画『塔の上のラプンツェル』より                 |
| 第203回 | ネバネバ行進曲                                             | Dressing                                                   |
| 第204回 | You're My HERO                                             | Dressing                                                   |
| 第205回 | 乙女のポリシー                                             | 石田よう子                                                 |
| 第206回 | みんな空の下                                               | 絢香                                                       |
| 第207回 | サンキュー                                                 | 大原櫻子                                                   |
| 第208回 | （なし）                                                   | （なし）                                                   |
| 第209回 | （なし）                                                   | （なし）                                                   |
| 第210回 | ひまわりの約束                                             | 秦基博                                                     |
| 第211回 | さよならを選んだ私                                         | 宇野実彩子                                                 |
| 第212回 | 別の人の彼女になったよ                                     | Wacci / 鈴木愛理                                           |
| 第213回 | （なし）                                                   | （なし）                                                   |
| 第214回 | 瑠璃色の地球                                               | 松田聖子                                                   |
| 第215回 | 未来Note.                                                  | Ah Need Corny                                              |
| 第216回 | 別の人の彼女になったよ                                     | Wacci / 鈴木愛理                                           |
| 第217回 | 裸の心                                                     | あいみょん                                                 |
| 第218回 | 花火                                                       | aiko                                                       |
| 第219回 | パート・オブ・ユア・ワールド                               | ディズニー映画『リトル・マーメイド』より                   |
| 第220回 | スーパーカリフラジリスティックエクスピアリドーシャス       | ディズニー映画『メリー・ポピンズ』より                     |
| 第221回 | もう少しだけ                                               | YOASOBI                                                    |
| 第222回 | Days                                                       | 浜崎あゆみ                                                 |
| 第223回 | 夜空ノムコウ                                               | SMAP                                                       |
| 第224回 | （なし）                                                   | （なし）                                                   |
| 第225回 | 花chelle                                                   | Nissy                                                      |
| 第226回 | 猫                                                         | DISH//                                                     |
| 第227回 | イチブトゼンブ                                             | B'z                                                        |
| 第228回 | 瞳はダイアモンド                                           | 松田聖子                                                   |
| 第229回 | 炎                                                         | LiSA                                                       |
| 第280回 | （「ほっかほっかSTORYストーリー」放送のためなし）          | （「ほっかほっかSTORYストーリー」放送のためなし）          |
| 第231回 | （「ほっかほっかSTORYストーリー」放送のためなし）          | （「ほっかほっかSTORYストーリー」放送のためなし）          |
| 第232回 | （「ほっかほっかSTORYストーリー」放送のためなし）          | （「ほっかほっかSTORYストーリー」放送のためなし）          |
| 第233回 | （「ほっかほっかSTORYストーリー」放送のためなし）          | （「ほっかほっかSTORYストーリー」放送のためなし）          |
| 第234回 | （「ほっかほっかSTORYストーリー」放送のためなし）          | （「ほっかほっかSTORYストーリー」放送のためなし）          |
| 第235回 | いつかのメリークリスマス                                   | B'z                                                        |
| 第236回 | Wherever you are                                           | ONE OK ROCK                                                |
| 第237回 | （スタジオライブのためなし）                               | （スタジオライブのためなし）                               |
| 第238回 | きまぐれロマンティック                                     | いきものがかり                                             |
| 第239回 | 冬のうた                                                   | kiroro                                                     |
| 第290回 | Winter Love                                                | BoA                                                        |
| 第241回 | 君の好きなとこ                                             | 平井堅                                                     |
| 第242回 | （タイアップ企画による「木曜ファンタジー劇場」のためなし） | （タイアップ企画による「木曜ファンタジー劇場」のためなし） |
| 第243回 | （タイアップ企画による「木曜ファンタジー劇場」のためなし） | （タイアップ企画による「木曜ファンタジー劇場」のためなし） |
| 第244回 | （タイアップ企画による「木曜ファンタジー劇場」のためなし） | （タイアップ企画による「木曜ファンタジー劇場」のためなし） |
| 第245回 | （タイアップ企画による「木曜ファンタジー劇場」のためなし） | （タイアップ企画による「木曜ファンタジー劇場」のためなし） |
| 第246回 | （タイアップ企画による「木曜ファンタジー劇場」のためなし） | （タイアップ企画による「木曜ファンタジー劇場」のためなし） |
| 第247回 | （タイアップ企画による「木曜ファンタジー劇場」のためなし） | （タイアップ企画による「木曜ファンタジー劇場」のためなし） |
| 第248回 | リメンバー・ミー                                           | ディズニー映画『リメンバー・ミー』より                     |
| 第249回 | LOVE & JOY                                                 | 西野カナ                                                   |
| 第250回 | さくらんぼ                                                 | 大塚愛                                                     |

| 放送回  | 曲名                                                                                            | オリジナルアーティスト                                                                   |
| ------- | ----------------------------------------------------------------------------------------------- | ---------------------------------------------------------------------------------------- |
| 第251回 | やさしさで溢れるように                                                                          | JUJU                                                                                     |
| 第252回 | サンキュー                                                                                      | 大原櫻子                                                                                 |
| 第203回 | DREAMLAND                                                                                       | BENNIE K                                                                                 |
| 第254回 | Wonderland                                                                                      | Dream Ami                                                                                |
| 第255回 | セロリ                                                                                          | SMAP                                                                                     |
| 第256回 | 出逢った頃のように                                                                              | Every Little Thing                                                                       |
| 第257回 | don't cry anymore                                                                               | miwa                                                                                     |
| 第258回 | にじいろ                                                                                        | 絢香                                                                                     |
| 第259回 | マリーゴールド                                                                                  | あいみょん                                                                               |
| 第260回 | 願い～ありがとう～                                                                              | Dressing                                                                                 |
| 第261回 | You're My HERO                                                                                  | Dressing                                                                                 |
| 第262回 | ゴキゲンナオンガク feat.Dressing                                                                | ヤルキスト みるきー                                                                      |
| 第263回 | 花火                                                                                            | aiko                                                                                     |
| 第264回 | Darling                                                                                         | 西野カナ                                                                                 |
| 第265回 | 別の人の彼女になったよ                                                                          | Wacci / 鈴木愛理                                                                         |
| 第266回 | パート・オブ・ユア・ワールド                                                                    | ディズニー映画『リトル・マーメイド』より                                                 |
| 第267回 | どこまでも 〜How Far I'll Go〜                                                                  | ディズニー映画『モアナと伝説の海』より                                                   |
| 第268回 | あなたに恋をしてみました                                                                        | Chay                                                                                     |
| 第269回 | （なし）                                                                                        | （なし）                                                                                 |
| 第270回 | Song for...                                                                                     | HY                                                                                       |
| 第271回 | secret base ～君がくれたもの～                                                                  | ZONE                                                                                     |
| 第272回 | 君って                                                                                          | 西野カナ                                                                                 |
| 第273回 | 最愛                                                                                            | KOH+                                                                                     |
| 第274回 | （なし）                                                                                        | （なし）                                                                                 |
| 第275回 | （なし）                                                                                        | （なし）                                                                                 |
| 第276回 | （なし）                                                                                        | （なし）                                                                                 |
| 第277回 | （なし）                                                                                        | （なし）                                                                                 |
| 第278回 | アンダー・ザ・シー～ パート・オブ・ユア・ワールド                                               | ディズニー映画『リトル・マーメイド』より                                                 |
| 第279回 | 他力本願                                                                                        | Dressing                                                                                 |
| 第280回 | Fly                                                                                             | Dressing                                                                                 |
| 第281回 | （なし）                                                                                        | （なし）                                                                                 |
| 第282回 | （なし）                                                                                        | （なし）                                                                                 |
| 第283回 | さよなら I love you...                                                                          | Dressing                                                                                 |
| 第284回 | You're My HERO                                                                                  | Dressing                                                                                 |
| 第285回 | NEVER LAND                                                                                      | Dressing                                                                                 |
| 第286回 | ティアラジック・ア・ドレファミニー                                                              | Dressing                                                                                 |
| 第287回 | protostar                                                                                       | Dressing                                                                                 |
| 第288回 | （なし）                                                                                        | （なし）                                                                                 |
| 第289回 | （「ほっかほっかSTORYストーリー」放送のためなし）                                               | （「ほっかほっかSTORYストーリー」放送のためなし）                                        |
| 第290回 | （「ほっかほっかSTORYストーリー」放送のためなし）                                               | （「ほっかほっかSTORYストーリー」放送のためなし）                                        |
| 第291回 | （「ほっかほっかSTORYストーリー」放送のためなし）                                               | （「ほっかほっかSTORYストーリー」放送のためなし）                                        |
| 第292回 | （「ほっかほっかSTORYストーリー」放送のためなし）                                               | （「ほっかほっかSTORYストーリー」放送のためなし）                                        |
| 第293回 | 365日の紙飛行機                                                                                 | AKB48                                                                                    |
| 第294回 | Shapes of Love                                                                                  | Every Little Thing                                                                       |
| 第295回 | 奏                                                                                              | スキマスイッチ                                                                           |
| 第296回 | Fantastic                                                                                       | Dressing                                                                                 |
| 第297回 | 夜空ノムコウ                                                                                    | SMAP                                                                                     |
| 第298回 | 木綿のハンカチーフ                                                                              | 太田裕美                                                                                 |
| 第299回 | 猫                                                                                              | DISH//                                                                                   |
| 第300回 | Darling どこまでも 〜How Far I'll Go〜 WINDING ROAD 乙女のポリシー Wherever you are Song for... | 西野カナ ディズニー映画『モアナと伝説の海』より コブクロ＆絢香 石田よう子 ONE OK ROCK HY |

| 放送回  | 曲名                                                                | オリジナルアーティスト                           |
| ------- | ------------------------------------------------------------------- | ------------------------------------------------ |
| 第301回 | 桜                                                                  | コブクロ                                         |
| 第302回 | We are the princess                                                 | Dressing                                         |
| 第303回 | LaLaLa Happy Birthday                                               | Dressing                                         |
| 第304回 | ありがとうの花束                                                    | Dressing                                         |
| 第305回 | 輝く未来                                                            | ディズニー映画『塔の上のラプンツェル』より       |
| 第306回 | ビリーヴ！～シー・オブ・ドリームス～                                | Dressing・吉川友真                               |
| 第307回 | サンキュー                                                          | 大原櫻子                                         |
| 第308回 | ビリーヴ！～シー・オブ・ドリームス～                                | Dressing・吉川友真                               |
| 第309回 | TEKITOU ～適当～                                                    | Dressing                                         |
| 第310回 | 愛する人                                                            | Dressing                                         |
| 第311回 | 指輪                                                                | navy&ivory                                       |
| 第312回 | "らしく" いきましょ                                                 | Meu                                              |
| 第313回 | タキシード・ミラージュ                                              | 三石琴乃・富沢美智恵・久川綾・篠原恵美・深見梨加 |
| 第314回 | （なし）                                                            |                                                  |
| 第315回 | （なし）                                                            |                                                  |
| 第316回 | SUMMER（仮）                                                        | Dressing                                         |
| 第317回 | わたしcolor                                                         | Dressing                                         |
| 第318回 | 愛する人                                                            | Dressing                                         |
| 第319回 | （なし）                                                            |                                                  |
| 第320回 | わたしcolor                                                         | Dressing                                         |
| 第321回 | なんにもしたくない                                                  | Dressing                                         |
| 第322回 | - TEKITOU - なんにもしたくない - わたしcolor - 愛する人             | Dressing                                         |
| 第323回 | わたしcolor                                                         | Dressing                                         |
| 第324回 | なんにもしたくない                                                  | Dressing                                         |
| 第325回 | 愛する人                                                            | Dressing                                         |
| 第326回 | わたしcolor                                                         | Dressing                                         |
| 第327回 | - Fantastic - Walkin' Dreamin' - ティアラジック・ア・ドレファミニー | Dressing                                         |

### エンディング
「最新のDressing情報」として直近のスケジュールを紹介したあと、
「いいうた聴くならRCCラジオ、案内人はDressingでした。この後もRCCランドでお楽しみください。それでは手を前に出して…ナイスファンタジー！」
と言って放送を終える。

### 特集
Dressing が愛してやまない特定のテーマに絞った特集が組まれることがある。　
- 第161回：ディズニープリンセス
- 第182回：アラン・メンケン
- 第186回・第189回：美少女戦士セーラームーン

また、第165回および第237回ではスタジオ舞踏会（ライブ）を実施したほか、第175回では 2020年 10月にリリースしたアルバム『Fantastic』の収録曲を紹介した。変わったところでは、第208回で Dressing が料理に挑戦する模様を収録している。

### 過去のコーナー

#### Mirror Mirror Mirrors（2018年5月 - 8月)
Dressingがリスナーから寄せられた悩みを魔法の鏡に解決策を尋ねるコーナー。ディズニー映画『白雪姫』でのセリフを題材にしている。

#### Happy Dressing Phone（2020年 4月 - 10月）
エレクトリカルメールに電話番号を書いたリスナーに対し、 Dressingが突然電話をかけるコーナー。

## 放送日・時間
- 毎週木曜日 23:30 - 24:00（本放送／2021年4月1日 <第197回> - 2023年9月28日<第327回>）
- 毎週土曜日 18:30 - 19:00  (再放送／2023年4月1日 <第301回> - 2023年9月23日<第326回>）※ カープ戦放送時は休止
- 過去の放送時間
  - 毎週月曜日 21:45 - 22:00（2017年4月3日 <第1回> - 2020年3月23日 <第151回>）
  - 毎週日曜日 21:00 - 21:30 (2020年4月5日 <第152回> - 2021年3月28日 <第196回>)
  - 毎週日曜日 22:40 - 22:55 (再放送／2019年4月7日 - 9月29日)

## スポンサー

### コーナースポンサーのみ
- ほっかほっか亭（2021年11月18日 - 12月16日、2023年1月10日 - 1月26日）

### 過去
- ヘアーサロン オーシャングループ（2020年4月5日 - 12月30日）
- 良和ハウス（2021年6月3日 - 2022年3月30日）
- ディスカウントスーパーアルゾ（2021年7月22日 - 2022年6月30日）

## エピソード
- 「爆笑問題の日曜サンデー（TBSラジオ）」内で毎年4月に行われる「爆笑問題プレゼンツ 全日本新番組選手権」にノミネートされ、リスナーによる投票でグランプリを獲得した[17]。その際は電話出演のみであったが、翌年にはスタジオでの生出演も実現している[18]。
- NHK・民放連によるラジオ共同キャンペーン「#このラジオがヤバい」において、2019年2月26日に「日刊ヤバラジ」として選定された[19]。また、後に全国の中学校・高等学校に配布されたリーフレットでは「いま、10代が聴くべき50のラジオ」としてリストアップされている[20][21]。
- 過去には座っているとうまく喋れないため、立った状態で収録を行っていた[22]。
- 2017年11月6日放送分では、10月29日に行われた「ひろしまフードフェスティバル」内の「DressingのNICE FANTASY!!ステージ」の模様が放送された。
- 2018年1月1日放送分では中国放送の近くにある護国神社へ初詣を行ったときの模様を紹介した。

- 2017年10月には小出祐介（Base Ball Bear）が、2019年10月にはSPYAIRのMOMIKEN・KENTA[23]など、広島でライブを行った著名なアーティストからのコメントが放送で紹介されることがある。
- 2020年1月には初のゲストとしてHánnaが登場した。
- 本番組は事前収録の形式をとっており、2017年および2018年、2020年のナイターシーズンには RCCカープナイター の放送時間が延長となり、放送されなかったことがあるが、2021年4月に行われた放送枠の移動（後述）により解消されている。
- 2020年3月16日放送分において、2020年 4月から放送枠の移動が行われることが発表された。毎週日曜日 21:00から放送されるうえに、放送時間も15分間から30分間に拡大される[24]。なお、2021年4月から毎週木曜日の 23:30 - に移動した。
- 2023年 3月 23日放送分で放送 300回を突破した[25]。
- 2023年 9月 14日放送分で番組の「休園」が発表され、前述のとおり 2023年 9月 28日放送分が最後の放送となった[26]。

## 公式サイト
- DressingのNice Fantasy!! （RCCラジオ）